# Lađanska
Lađanska  je selo u Hrvatskoj, regiji Slavonija u Osječko-baranjskoj županiji i pripada gradu Našice.

## Zemljopisni položaj
Lađanska se nalazi na 45° 32' 27" sjeverne zemljopisne širine i 18° 9' 21" istočne zemljopisne dužine te na 100 metara nadmorske visine. Južno od naselja je selo Jelisavac, jugoistočno Breznica Našička, sjeverno Ribnjak a sjeverozapadno je Lila. Selo se nalazi u nizini istočnohrvatske ravnice.  Lađanska se nalazi uz lokalnu cestu koja povezuje Jelisavac (D2) - Klokočevci (D53). Pripadajući poštanski broj je 31225, telefonski pozivni 031 i registarska pločica vozila NA (Našice). U selu se nalaze dvije ulice Matije Gupca koja je uz navedenu ceste te veća ulica Bana Jelačića. Površina katastarske jedinice naselja Lađanske je 21, 50 km·102 a pripada katastarskoj općini Breznica Našička. Većinu površine naselja zauzimaju okolni ribnjaci za uzgoj ribe. 

## Stanovništvo
| broj stanovnika |       |       |       |       |       |       |       |       | 328   | 506   | 421   | 458   | 400   | 408   | 380   | 302   | 227   |
|                 | 1857. | 1869. | 1880. | 1890. | 1900. | 1910. | 1921. | 1931. | 1948. | 1953. | 1961. | 1971. | 1981. | 1991. | 2001. | 2011. | 2021. |

Iskazuje se kao naselje od 1948. Prema prvim rezultatima Popisa stanovništva 2011. u Lađanskoj je živjelo 304 stanovnika u 102 kućanstva.

## Povijest
Većina stanovnika doselila je poslije Drugog svjetskog rata iz Hrvatskog zagorja, Bosanske Posavine i Dalmacije.

## Crkva
U selu se nalazi kapelica sv. Ane, koja pripada koja pripada rimokatoličkoj župi Sv. Marka Evanđeliste (Našice 2.) sa sjedištem u Markovcu Našičkom i našičkom dekanatu Požeške biskupije. Gradnje je započeta 1982., a završena je 1986., kada ju posvećuje biskup Mijo Škvorc. Prije toga selu je sagrađen zvonik 1967. Crkveni god ili kirvaj slavi se 26. srpnja.

## Školstvo
U selu radi osnovna škola do četvrtog razreda koje je u sastavu Osnovne škole Ivan Brnjik-Slovak iz Jelisavca.

## Šport
- NK Lađanska koja se trenutačno natječe u sklopu 3. ŽNL Liga NS Našice.

## Ostalo
- Udruga žena "Lađanska" Lađanska

## Vanjska poveznica
- http://www.nasice.hr/
- http://zupa-smen.hr/

.